# مرشدات العسل
خِرِّيتيَّات أو مرشدات العسل أو دليلة المناحل أو أدلاء المناحل (الاسم العلمي: Indicatoridae) هي فصيلة من الطيور تتبع رتبة نقاريات الشكل من طائفة الطيور. ويطلق عليها الطيور المرشدة أو طيور العسل، وإن كان الاسم الأخير يُستخدم أيضًا ليشير بدقة أكثر لأنواع من جنس البرودوتسكاس (Prodotiscus). وتعيش هذه الطيور في المناطق الاستوائية من العالم القديم، ويسكن العدد الأكبر من هذه الأنواع في أفريقيا، كما يوجد في آسيا نوعان. وتشتهر هذه الطيور بتفاعلها مع الإنسان. ولوحظ أن نوعًا أو نوعين من هذه الطيور ترشد الإنسان إرشادًا مباشرًا إلى مستعمرات النحل، وهذا هو السبب وراء تسميتها بالطيور المرشدة عن العسل، وبذلك تستطيع تأمين ما يخلفه النحل وراءه كطعام لها.

## الوصف

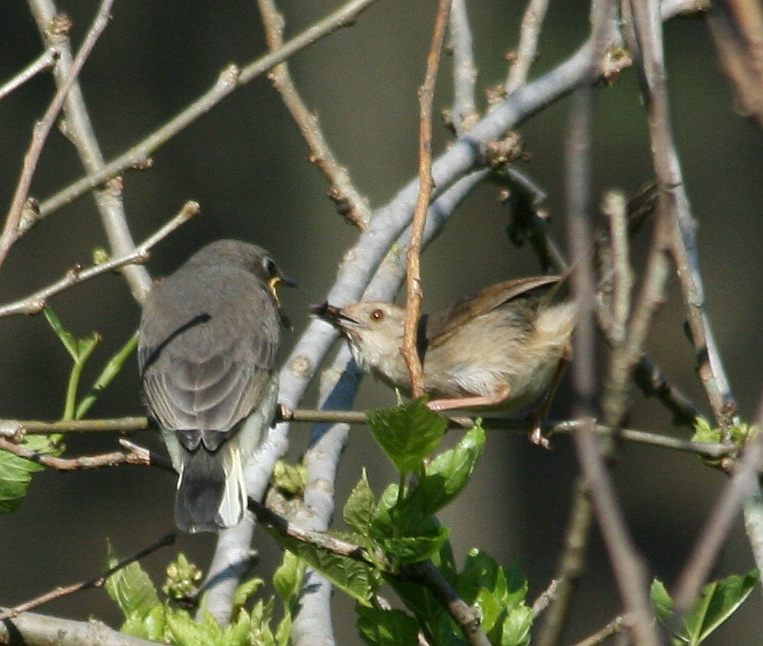
طائر عسل ذات ظهر بني أب يُطعِم صغيره، سيستيكولاCisticola محبة الصخور.

ومعظم مرشدي العسل من ذوات الألوان الباهتة، وعلى الرغم من ذلك يوجد لدى البعض منها بعض من الريش الأصفر البرّاق. ولدى الجميع منهم ريش خفيف على الذيل الخارجي، ويكون لونه أبيض في جميع الأنواع الأفريقية.
وهم ضمن الطيور القليلة التي تتغذى معظم أنواعها باستمرار على الشمع—شمع النحل، كما يتغذى جنس البرودوتسكاس على الإفرازات الشمعية لـ scale insectحشرات الحسف والجنسMelignomonالميلجنومون ولكن إلى حدٍ أقل وأيضًا الأنواع الأصغر من Indicator. كما تتغذى هذه الطيور على اليرقات ودودة الشمع و (يسروع Galleria mellonellaالجاليرا ميلونيلا) في مستعمرات النحل، وأيضًا على الحشرات الزاحفة والطائرة، والعناكب، وأحيانا على الفاكهة. وينضم أنواع عديدة منها لـ أسراب تتغذى على أنواع مختلفة.
وسُميت هذه الطيور بهذا الاسم نظرا للعادة اللافتة للنظر في نوع أو نوعين منها: فهم يرشدون الإنسان (وعادة  غرير العسل في شرق أفريقيا) إلى مستعمرات النحل. فمجرد أن تُفتح الخلية ويؤخذ العسل منها، يتغذى الطائر على ما تبقى من شمع ويرقات. وتمت دراسة هذا السلوك بعناية في مرشد العسل الأكبر حجما(Greater Honeyguide)، وتقول بعض المصادر (متبعة فرايدمان، 1955) أن هذا النوع من السلوك خاص بـ المرشدين عن العسل ذوات الحلق الحسفي، ويختلف آخرون في هذه النظرية (Short and Horne, 2002).
وعلى الرغم من أن معظم أفراد الفصيلة غير معروف عنهم تجنيد «تابعين» لهم أثناء السعي نحو العسل، ولكن أيضًا يشار إليهم بـ «المرشدين عن العسل» كنوع من الاستقراء اللغوي.
وسلوك التكاثر معروف لثمانية أنواع من Indicatorالانديكاتور وبرودوتسكاس. وتعد كل أنواع هذا الطائر من متطفلات الأعشاش فهو يضع بيضه في أعشاش الغير من غير بني جنسه، فيبيض حوالي خمس بيضات على هذا النحو في فترة من خمسة إلى سبعة أيام. وبين أكثر أنواع الطيور التي تبني الأعشاش في حفر في الأرض والتي يفضلها طائر العسل لوضع بيضه طائر barbet بربيت ونقار الخشب (woodpecker)، ولكن يتطفل برودوتسكاس على الطيور التي تبني أعشاشها على شكل كوب مثل ذو العين البيضاء (white-eye) وواربلر. ومن المعروف عن فرخ طائر العسل أنه قادر فيزيائيًا على طرد صغار الطائر المستضيف من العش وأن لديه على المنقار خطافًا ومن خلاله يثقب بيض صغير المستضيف أو قتل الفرخ.
ومن المعروف عن طائر العسل الأفريقي أنه يضع بيضه في أعشاش تحت الأرض لأنواع أخرى من الطيور الآكلة للنحل. واكتشف العلماء مؤخرا أن صغار طائر العسل يقتلون صغار الطائر المستضيف بهجماتٍ شرسة باستخدام مناقيرهم الحادة المدببة بعد الفقس، كما يفعل صغار طائر الوقواقcuckoo والتي تفقس في أعشاش طيور أخرى أيضًا. كما وجد العلماء أن تلك الصغار العمياء التي لا ريش لها تكون أحيانا أثقل ثلاثة أضعاف من صغار الطائر المستضيف. ووفقا لما نُشِرَ للدكتورة كلير سبوتسود (Dr Claire Spottiswoode) في مجلة "رسائل في علم الأحياء رسائل الأحياء والتي قادت فريقًا من العلماء فإن أم طائر العسل تتأكد أن صغيرها يمر أولا بتفرخ داخلي للبيضة ليومٍ إضافي قبل وضع البيضة وبذلك تضمن لصغيرها بداية أقوى في التطور من تلك التي يتمتع بها صغير الطائر المستضيف.

## الأنواع
تضم فصيلة مرشدات العسل سبعة عشر نوعا لأربعة أجناس:
- جنس مرشد العسل
  - مرشد العسل المنقط
  - مرشد العسل حرشفي الحنجرة
  - مرشد العسل الأكبر
  - مرشد العسل الماليزي
  - مرشد العسل سميك المنقار
  - مرشد العسل الأصغر
  - مرشد العسل الويلكوكسي
  - مرشد العسل المنفي
  - مرشد العسل القزم
  - مرشد العسل الشاحب
  - مرشد العسل أصفر الردف
- جنس مرشد العسل القوي
  - مرشد العسل قيثاري الذيل
- جنس مرشد العسل ميلجنومون
  - مرشد العسل أصفر الرجل
  - مرشد العسل الزنكري
- جنس مرشد العسل برودوتسكاس
  - مرشد العسل الكاسان
  - مرشد العسل أخضر الظهر
  - مرشد العسل بني الظهر

## وصلات خارجية
- http://ibc.hbw.com/ibc/phtml/familia.phtml?idFamilia=102 Barbet videos on the Internet Bird Collection
- http://montereybay.com/creagrus/honeyguides.html Don Roberson's Bird Families of the World
- http://www.youtube.com/watch?v=3t_vXWgoWdc YouTube Video: HONEY GUIDE BIRD Guiding غرير العسل/honey badger to a beehive
- http://www.youtube.com/watch?v=mVtSYRmlirg&annotation_id=annotation_736699&feature=iv YouTube Video: Honey Guide Bird (Amazing Partnership) Guiding humans to Beehive
- http://www.youtube.com/watch?v=SN5igku_kGk&feature=related YouTube Video: BBC Talking to Strangers: honey birds
- http://www.youtube.com/watch?v=JTXKeBx0I_8&feature=related YouTube Video: Lesser Honeyguide (Indicator minor)
- http://www.youtube.com/watch?v=734XXKOBkWA YouTube Video: ratel/honey badger